# Margate City
Margate City es una ciudad ubicada en el condado de Atlantic en el estado estadounidense de Nueva Jersey. En el año 2010 tenía una población de 6.354 habitantes y una densidad poblacional de 1,765.0 personas por km².

## Geografía
Margate City se encuentra ubicado en las coordenadas 39°19′51″N 74°30′26″O / 39.33083, -74.50722.

## Demografía
Según la Oficina del Censo en 2000 los ingresos medios por hogar en la localidad eran de $45,876 y los ingresos medios por familia eran $63,917. Los hombres tenían unos ingresos medios de $48,152 frente a los $31,025 para las mujeres. La renta per cápita para la localidad era de $33,566. Alrededor del 7.3% de la población estaba por debajo del umbral de pobreza.